# Andronic III de Trébizonde
Pour les articles homonymes, voir Andronic.
Andronic III de Trébizonde ou Andronic III Grand Comnène (en grec : Ανδρόνικος Γʹ Μέγας Κομνηνός ; né en 1310, mort le 8 janvier 1332) est empereur de Trébizonde du 3 mai 1330 au 8 janvier 1332. 

## Biographie
Andronic est le fils aîné de l'empereur Alexis II de Trébizonde et de son épouse Djiadjak Jaqeli de Samtskhé, une princesse ibérienne.
Une de ses premières actions en tant qu'empereur est de mettre à mort ses deux plus jeunes frères, George Azachoutlou et Michel Achpougas. Son autre frère Basile parvient à s'échapper à Constantinople, où son oncle Michel réside déjà.
Andronic meurt le 8 janvier 1332 de la peste bubonique après un règne de 20 mois et son fils probablement illégitime, Manuel II, lui succède brièvement. Les crimes d'Andronic ont choqué les habitants de Trébizonde et les ont divisés en factions, menant l'empire au bord de la guerre civile. Les sources n'ont préservé aucun autre détail sur les circonstances de son bref règne.